# Bladel
Bladel (phát âmⓘ) là một đô thị và thị xã ở tỉnh Noord-Brabant, phía nam Hà Lan. Bladel có diện tích 253 km², dân số 19.055 người.

## Các trung tâm dân cư
- Bladel
- Casteren
- Hapert
- Hoogeloon
- Netersel